# The Gods
The Gods byli anglická skupina založená v roce 1965, předchůdce slavnějších Uriah Heep.

## Historie skupiny
Mick Taylor (později v John Mayall & the Bluesbreakers), Brian Glascock (později Bee Gees a The Motels) a John Glascock (později Toe Fat a Jethro Tull), byli spolužáky na škole v Hatfieldu a hráli spolu v kapele The Juniors (též The Strangers), kterou založili v roce 1962. Jejich spoluhráči tehdy byli Malcolm Collins a Alan Shacklock. U společnosti Columbia nahráli svůj první singl "There's a pretty girl/Pocket Size" (Columbia DB7339), který vyšel v roce 1964.

V roce 1965 se sestava změnila. Mick Taylor přibral Kena Hensleyho (varhany/zpěv) (později člen Uriah Heep), přidal se Joe Konas (kytara/zpěv) a změnili si jméno na "The Gods".
V roce 1966 byli The Gods předkapelou skupiny Cream v Starlite Ballroom ve Wembley, Londýn.
Začátkem roku 1967 nahráli singl (Come On Down To My Boat Baby/Garage Man). V tu dobu kapelu tvořili členové Mick Taylor, Ken Hensley, John Glascock, Brian Glascock a Lee Kerslake. V květnu roku 1967 Micku Taylorovi zavolal John Mayall, který hledal nového kytaristu. Když Taylor přecházel k Bluesbreakers, opouštěl skupinu s nejistou budoucností. The Gods se pokusili oživit svoje aktivity a přesídlili do londýnského hudebního klubu The Marquee. Baskytarista John Glascock byl v květnu 1967 nahrazen Gregem Lakeem. Problémem však bylo, že Greg Lake byl příliš talentovaným na to, aby stál v pozadí skupiny a tak se v létě 1968 stal členem King Crimson. 
Skupina The Gods se přeorganizovala a John Glascock byl požádán aby se vrátil.

S Johnem Glascockem v sestavě nahráli pár zajímavých progressive rockových alb a pár singlů (tzv. 45`s). Jejich singl "Hey! Bulldog" (původně od Beatles) je jejich nejznámější a obě strany singlu jsou na CD kompilaci "The Great British Psychedelic Trip Vol. 3".
Skupina hrála nápaditou směsici psychedelie a progressivismu. Skladby jako "Towards The Skies" a "Time And Eternity" z alba Genesis z roku 1968, jsou plné těžkých pasáží hraných na Hammondovy varhany, zkreslených kytarových rifů, jedinečných dramaticky znějících vokálů Kena Hensleye a dalších dimenzí.
Většina materiálu The Gods je dost typická pro pop/rock konce 60. let a představují je písně jako "Radio Show" a "Yes I Cry". Kompilační album The Best Of The Gods dává příležitost poznat hudbu skupiny.
V předělávce písně "Maria" z West Side Story, je patrný vliv Vanilla Fudge. Na "Candlelight" a "Real Love Guaranteed" je zase patrná inklinace k těžšímu soundu, který Hensley a Kerslake později uplatnili u jejich příští skupiny Uriah Heep.
The Gods byli následníky Rolling Stones ve slavném Marquee Club v Londýně. Po dvou albech : Genesis (1968) a To Samuel a Son (1969) vyměnili nahrávací společnost a zpěváka (Cliff Bennett) a změnili si jméno na Toe Fat. Skupina Toe Fat vydržela dva roky a nahrála 2 alba.

## Hudebníci kteří byli členy The Gods
- John Glascock - baskytara (později v Toe Fat, Chicken Shack, Carmen, Jethro Tull)
- Brian Glascock - bicí (později v The Motels a s Bee Gees)
- Mick Taylor - kytara (později v John Mayall's Bluesbreakers a Rolling Stones)
- Ken Hensley - varhany a zpěv, příležitostně kytara (později v Uriah Heep)
- Joe Konas - kytara, zpěv
- Lee Kerslake - bicí (později v Uriah Heep)
- Paul Newton - baskytara (později v Uriah Heep)
- Greg Lake - baskytara (později v King Crimson a Emerson, Lake and Palmer)
- Cliff Bennett - zpěv

## Diskografie

### Singly
- "Come On Down To My Boat Baby / Garage Man" (Polydor 56168)
- "Baby's Rich" / "Somewhere In The Street" (Columbia DB 8486)
- "Hey Bulldog" / "Real Love Guaranteed" (Columbia DB 8544)
- "Maria" (z "West Side Story") / "Long Time Sad Time Bad Time" (Columbia DB 8572)

### Alba
- Genesis (L.P. Columbia (EMI) SCX 6286, 1968) reedice 1994 Repertoire Records

(1. Towards The Skies / 2. Candles Getting Shorter / 3. You're My Life / 4. Looking Glass / 5. Misleading Colours / 6. Radio Show / 7. Plastic Horizon / 8. Farthing Man / 9. I Never Know / 10. Time And Eternity)
- To Samuel a Son (L.P. Columbia SCX 6372, 1969) reedice 1995 Repertoire Records

(1. To Samuel a Son / 2. Eight O'Clock in the Morning / 3. He's Growing / 4. Sticking Wings on Flies / 5. Lady Lady / 6. Penny Dear / 7. Long Time, Sad Time, Bad Time / 8. Five to Three / / 9. Autumn / 10. Yes I Cry / 11. Groozy / 12. Momma I Need / 13. Candlelight / 14. Lovely Anita / 15. Maria [*]) *bonus track
- Best of The Gods (kompilace CD)